# Боманс, Карло
Карло Боманс (нидерл. Carlo Bomans; род. 10 июня 1963,  Бре,  провинция  Лимбург , Бельгия) — бельгийский профессиональный шоссейный велогонщик в 1986-1998 годах. Чемпион Бельгии в групповой гонке (1989). 

## Достижения

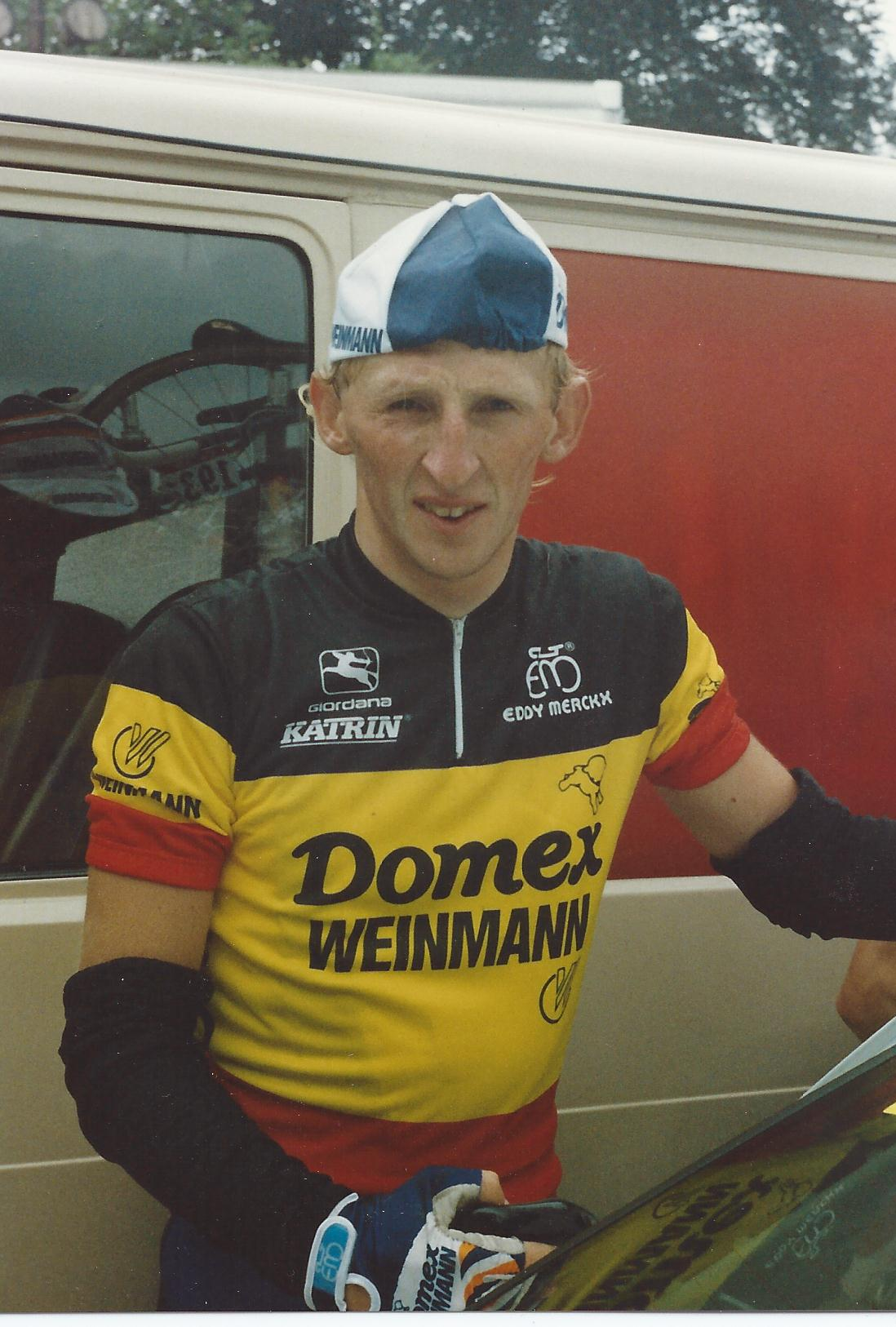
Карло Боманс в 1989 году

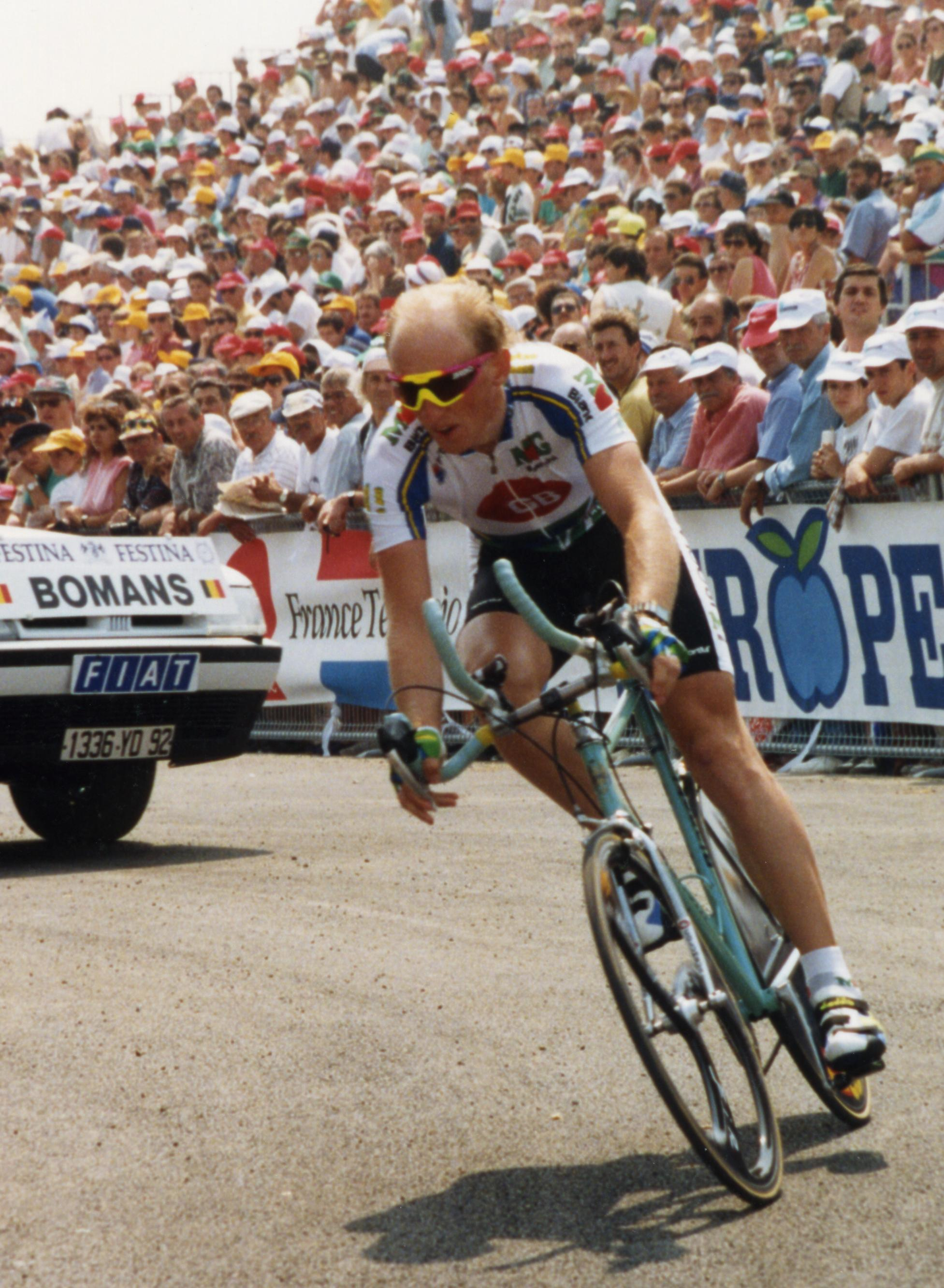
Карло Боманс на прологе Тур де Франс 1993

1981
1-й  Чемпион Бельгии — Групповая гонка (юниоры)
1-й — Этап 1 Étoile du Sud-Limbourg (юниоры)
1984
1-й Париж — Труа
1-й — Этап 1b Giro delle Regioni
1985
1-й Труа — Дижон
2-й Париж — Труа
2-й Internatie Reningelst
1986
3-й Три дня Западной Фландрии
5-й Тур Бельгии — Генеральная классификация
1-й — Этап 2
5-й Халле — Ингойгем
6-й E3 Харелбеке
7-й Бенш — Шиме — Бенш
8-й Гран-при Эдди Меркса
8-й Ле-Самен
1988
3-й Flèche hesbignonne-Cras Avernas
3-й Гран-при Зоттегема
7-й Схал Селс
7-й Три дня Западной Фландрии
8-й Омлоп Хет Ниувсблад
1989
1-й  Чемпион Бельгии — Групповая гонка
1-й Дрёйвенкурс Оверейсе
2-й Бенш — Шиме — Бенш
2-й Circuit Mandel-Lys-Escaut
2-й Париж — Брюссель
3-й Гран-при Раймонда Импаниса
5-й Гран-при Исберга
9-й Тур Бельгии — Генеральная классификация
1-й — Этап 4
10-й Брабантсе Пейл
1990
1-й — Этапы 1 и 7 Тур Средиземноморья
1-й — Этап 3 Париж — Ницца
2-й Гран-при Марсельезы
3-й Гран-при кантона Аргау
4-й Тур Фландрии
6-й Париж — Тур
7-й Дварс дор Фландерен
8-й Тур Пикардии — Генеральная классификация
1-й — Этап 1b
10-й Брабантсе Пейл
10-й Омлоп Хет Ниувсблад
1991
2-й Омлоп Хет Ниувсблад
3-й Париж — Рубе
5-й Схелдепрейс 
6-й Тур Люксембурга — Генеральная классификация
8-й Амстел Голд Рейс
9-й Этуаль де Бессеж — Генеральная классификация
1-й — Этап 5
1993
1-й — Этап 4 (КГ) Тур де Франс
1-й — Этап 2 Dekra Open Stuttgart
3-й Чемпионат Бельгии — Групповая гонка
6-й Дварс дор Фландерен
1994
1-й Дварс дор Фландерен
1-й Гран-при Раймонда Импаниса
1-й — Этап 4 (КГ) Тур де Франс
3-й Бенш — Шиме — Бенш
3-й Circuit Mandel-Lys-Escaut
7-й Гран-при Ефа Схеренса
1995
2-й Де Кюстпейл
3-й E3 Харелбеке
5-й Чемпионат Фландрии
9-й Дрёйвенкурс Оверейсе
1996
1-й E3 Харелбеке
4-й Дварс дор Фландерен
1997
2-й Три дня Де-Панне
6-й Брабантсе Пейл
8-й Trofeo Soller
1998
2-й Чемпионат Бельгии — Групповая гонка
2-й Flèche ardennaise

## Статистика выступлений

### Гранд-туры
| Гранд-тур                 | 1986 | 1987 | 1988 | 1989 | 1990 | 1991 | 1992 | 1993 | 1994 | 1995 |
| ------------------------- | ---- | ---- | ---- | ---- | ---- | ---- | ---- | ---- | ---- | ---- |
| Джиро д’Италия            | —    | —    | —    | —    | —    | —    | —    | —    | —    | —    |
| Тур де Франс              | НФ   | —    | —    | 137  | 1110 | НФ   | —    | НФ   | 76   | НФ   |
| (c 2010 ) Вуэльта Испании | —    | —    | —    | —    | —    | —    | —    | —    | —    | —    |

| —  | Не участвовал  |
| НФ | Не финишировал |